# Liste der Bodendenkmäler in Kreuth
Auf dieser Seite sind die Bodendenkmäler in der oberbayerischen Gemeinde Kreuth zusammengestellt. Diese Tabelle ist eine Teilliste der Liste der Bodendenkmäler in Bayern. Grundlage ist die Bayerische Denkmalliste, die auf Basis des Bayerischen Denkmalschutzgesetzes vom 1. Oktober 1973 erstmals erstellt wurde und seither durch das Bayerische Landesamt für Denkmalpflege geführt wird. Die folgenden Angaben ersetzen nicht die rechtsverbindliche Auskunft der Denkmalschutzbehörde.

## Bodendenkmäler in Kreuth
| Lage                      | Objekt | Akten-Nr.     | Bild                                 |
| ------------------------- | --- | ------------- | ------------------------------------ |
| (Standort)                | Untertägige frühneuzeitliche Befunde im Bereich der katholischen Filialkirche St. Mariä Heimsuchung in Glashütte.                                   | D-1-8335-0004 | Untertägige frühneuzeitliche Befunde |
| ()                        | Schachthöhle mit Nutzungshorizonten vorgeschichtlicher Zeitstellung, u. a. der Latènezeit.                                                          | D-1-8335-0026 |                                      |
| Am Kirchberg 9 (Standort) | Untertägige mittelalterliche und frühneuzeitliche Befunde im Bereich der katholischen Pfarrkirche St. Leonhard in Kreuth und ihrer Vorgängerbauten. | D-1-8336-0002 | weitere Bilder                       |
| (Standort)                | Untertägige frühneuzeitliche Befunde im Bereich der katholischen Kapelle Heilig Kreuz und dem angeschlossenen Alten Badehaus in Wildbad Kreuth.     | D-1-8336-0016 | weitere Bilder                       |